# Adolf Frederick II, Duce de Mecklenburg-Strelitz
Adolf Frederick al II-lea (19 octombrie 1658 – 12 mai 1708), Duce de Mecklenburg, a fost primul Duce de Mecklenburg-Strelitz și a domnit din 1701 până la moartea sa. Mecklenburg-Strelitz a fost parte a Sfântului Imperiu Roman.

## Biografie
Adolf Frederick al II-lea a fost fiul cel mic al lui Adolf Frederick I, Duce de Mecklenburg-Schwerin și a celei de-a doua soții, Maria Katharina de Brunswick-Dannenberg. A văzut lumina zilei la opt luni după moartea tatălui său.
În 1695, ramura Mecklenburg-Güstrow a Casei de Mecklenburg s-a stins și nepotul lui Adolf Frederick, Friedrich Wilhelm, Duce de Mecklenburg-Schwerin, a pretins moștenirea, o mișcare la care Adolf Frederick s-a opus.
Disputa a luat sfârșit în 1701, când Adolf Frederick a ajuns la o înțelegere cu nepotul său iar Ducele Friedrich Wilhelm a moștenit principatul Ratzeburg și Ducatul de Mecklenburg-Strelitz.. 
În urma decesul său, Adolf Frederick a fost succedat ca Duce de fiul său, Adolf Frederick al III-lea.

### Căsătorii și copii
În 1684 Adolf Frederick al II-lea s-a căsătorit cu Prințesa Maria de Mecklenburg-Güstrow (19 iulie 1659 - 16 ianuarie 1701). Ei au avut cinci copii:
- Ducele Adolf Frederick al III-lea de Mecklenburg-Strelitz (7 iunie 1686, Strelitz – 11 decembrie 1752, Schwerin).
- Ducesa Magdalena Amalia de Mecklenburg-Strelitz (25 aprilie 1689, Strelitz - 28 aprilie 1689, Strelitz).
- Ducesa Maria de Mecklenburg-Strelitz (n./d. 7 august 1690, Strelitz).
- Ducesa Eleonore Wilhelmina de Mecklenburg-Strelitz (8 iulie 1691, Strelitz - 9 iulie 1691, Strelitz).
- Ducesa Gustave Caroline de Mecklenburg-Strelitz (12 iulie 1694, Strelitz – 13 aprilie 1748, Schwerin) s-a căsătorit cu Christian Ludwig al II-lea, Duce de Mecklenburg.

La un an și jumătate după decesul primei soții, la 20 iunie 1702, Adolf Frederick al II-lea s-a recăsătorit cu Prințesa Johanna de Saxa-Gotha (1 octombrie 1680 – 9 iulie 1704), o fiică a lui Frederick I, Duce de Saxa-Gotha-Altenburg și a Magdalena Sybille de Saxa-Weissenfels. Cuplul nu a avut copii și Prințesa Johanna a murit la trei ani după nuntă.
La 10 iunie 1705, la Neustrelitz, Adolf Frederick al II-lea s-a căsătorit pentru a treia oară cu Prințesa Christiane Emilie de Schwarzburg-Sondershausen (13 martie 1681 - 1 noiembrie 1751), o fiică a lui Christian Wilhelm I, Prinț de Schwarzburg-Sondershausen și a contesei Antonie Sybille de Barby-Mühlingen (1641–1684). Cuplul a avut doi copii:
- Ducesa Sofia Christina Louise de Mecklenburg-Strelitz (12 octombrie 1706, Strelitz – 22 decembrie 1708, Strelitz).
- Ducele Karl I Ludwig Frederick de Mecklenburg-Strelitz (23 februarie 1708, Strelitz – 5 iunie 1752, Mirow), Prinț de Mirow.

Prin nepoata sa Charlotte, Adolf Frederick este strămoșul tuturor monarhilor britanici începând cu George al IV-lea, care a accedat la tronul Regatului Unit în 1820.